# Grand Prix automobile de Saint-Marin 2000
GP précédent GP suivant
Le Grand Prix automobile de Saint-Marin 2000 (Gran Premio Warsteiner di San Marino 2000), disputé sur l'Autodromo Enzo e Dino Ferrari le 9 avril 2000, est la 649e épreuve de l'histoire du championnat du monde de Formule 1 courue depuis 1950 et la troisième épreuve du championnat 2000.

## Classement
| Pos. | No | Pilote                | Écurie             | Tours | Temps/Abandon                      | Grille | Points |
| ---- | -- | --------------------- | ------------------ | ----- | ---------------------------------- | ------ | ------ |
| 1    | 3  | Michael Schumacher    | Ferrari            | 62    | 1 h 31 min 39 s 776 (200,198 km/h) | 2      | 10     |
| 2    | 1  | Mika Häkkinen         | McLaren-Mercedes   | 62    | + 1 s 168                          | 1      | 6      |
| 3    | 2  | David Coulthard       | McLaren-Mercedes   | 62    | + 51 s 008                         | 3      | 4      |
| 4    | 4  | Rubens Barrichello    | Ferrari            | 62    | + 1 min 29 s 276                   | 4      | 3      |
| 5    | 22 | Jacques Villeneuve    | BAR-Honda          | 61    | + 1 tour                           | 9      | 2      |
| 6    | 17 | Mika Salo             | Sauber-Petronas    | 61    | + 1 tour                           | 12     | 1      |
| 7    | 7  | Eddie Irvine          | Jaguar-Ford        | 61    | + 1 tour                           | 7      |        |
| 8    | 16 | Pedro Diniz           | Sauber-Petronas    | 61    | + 1 tour                           | 10     |        |
| 9    | 12 | Alexander Wurz        | Benetton-Playlife  | 61    | + 1 tour                           | 11     |        |
| 10   | 8  | Johnny Herbert        | Jaguar-Ford        | 61    | + 1 tour                           | 17     |        |
| 11   | 11 | Giancarlo Fisichella  | Benetton-Playlife  | 61    | + 1 tour                           | 19     |        |
| 12   | 23 | Ricardo Zonta         | BAR-Honda          | 61    | + 1 tour                           | 14     |        |
| 13   | 21 | Gaston Mazzacane      | Minardi-Fondmetal  | 60    | + 2 tours                          | 20     |        |
| 14   | 19 | Jos Verstappen        | Arrows-Supertec    | 59    | + 3 tours                          | 16     |        |
| 15   | 6  | Jarno Trulli          | Jordan-Mugen-Honda | 58    | Boîte de vitesses                  | 8      |        |
| Abd. | 18 | Pedro de la Rosa      | Arrows-Supertec    | 49    | Accident                           | 13     |        |
| Abd. | 9  | Ralf Schumacher       | Williams-BMW       | 45    | Pression d'essence                 | 5      |        |
| Abd. | 14 | Jean Alesi            | Prost-Peugeot      | 25    | Panne hydraulique                  | 15     |        |
| Abd. | 15 | Nick Heidfeld         | Prost-Peugeot      | 22    | Panne hydraulique                  | 22     |        |
| Abd. | 10 | Jenson Button         | Williams-BMW       | 5     | Moteur                             | 18     |        |
| Abd. | 20 | Marc Gené             | Minardi-Fondmetal  | 5     | Accident                           | 21     |        |
| Abd. | 5  | Heinz-Harald Frentzen | Jordan-Mugen-Honda | 4     | Boîte de vitesses                  | 6      |        |

## Pole position et record du tour
- Pole position : Mika Häkkinen en 1 min 24 s 714 (vitesse moyenne : 209,632 km/h).
- Meilleur tour en course : Mika Häkkinen en 1 min 26 s 525 au 60e tour (vitesse moyenne : 205,249 km/h).

## Tours en tête
- Mika Häkkinen : 44 (1-44)
- Michael Schumacher : 18 (45-62)

## Statistiques
- 38e victoire pour Michael Schumacher.
- 128e victoire pour Ferrari en tant que constructeur.
- 128e victoire pour Ferrari en tant que motoriste.